# Bắc Pagai
Bắc Pagai (tiếng Indonesia: Pagai Utara) là đảo nhỏ nhất trong số bốn đảo chính của quần đảo Mentawai, nằm ngoài khơi đảo Sumatra tại Indonesia. Đảo này nằm ở phía nam của Sipora và ở phía bắc của Nam Pagai (hay Pagai Selatan).
Số liệu dân số của Bắc Pagai trong hộp bên phải là số liệu tổng hợp của khu Bắc Pagai và khu Sikkap. Phần chính của khu Sikkap bao gồm phần phía nam của đảo Bắc Pagai, nhưng nó cũng bao gồm phần phía bắc của đảo Nam Pagai, cùng với nhiều đảo nhỏ khác nhau ở eo biển giữa hai đảo; tuy nhiên, cả ba ngôi làng trong khu (thị trấn Sikakap, Taikako và Matobe) đều thực sự nằm trên đảo Bắc Pagai. Thị trấn Sikkap được sử dụng làm trung tâm cho các hoạt động cứu trợ liên quan đến trận động đất và sóng thần Mentawai năm 2010.